# Kommutative Algebra
Die kommutative Algebra ist das Teilgebiet der Mathematik im Bereich der Algebra, das sich mit kommutativen Ringen sowie deren Idealen, Moduln und Algebren befasst. Sie ist grundlegend für die Gebiete der algebraischen Geometrie und der algebraischen Zahlentheorie. Ein wichtiges Beispiel für kommutative Ringe sind Polynomringe.
Als Begründer der kommutativen Algebra kann man David Hilbert nennen. Er scheint die Idealtheorie (so wurde die kommutative Algebra ursprünglich genannt) als alternativen Zugang zu zahlreichen Fragestellungen angesehen zu haben, der die damals dominierende Funktionentheorie ablösen könnte. In diesem Zusammenhang waren ihm strukturelle Aspekte wichtiger als algorithmische; mit der wachsenden Leistungsfähigkeit von Computeralgebrasystemen haben aber konkrete Berechnungen stark an Bedeutung innerhalb der kommutativen Algebra gewonnen. Das Konzept der Moduln, das in Grundzügen auf Leopold Kronecker zurückgeht, verallgemeinert die Theorie der Ideale, die es als Spezialfall enthält. Diese Methoden wurden von Emmy Noether in die kommutative Algebra eingeführt und sind heute unverzichtbar.
Die Theorie allgemeiner Ringe, die nicht kommutativ sein müssen, wird als nichtkommutative Algebra bezeichnet.

## Übliche Annahmen
In der kommutativen Algebra werden die Bezeichnungen Modul, Ring und Algebra üblicherweise in einem engeren Sinn benutzt:
- Alle Moduln sind unitär: Wenn {\displaystyle 1} das Einselement des Ringes ist, dann gilt für alle Elemente des Moduls:

{\displaystyle 1\cdot m=m}
- Alle Ringe sind unitär und kommutativ.
- Homomorphismen zwischen Ringen bilden Einselemente auf Einselemente ab.
- Ein Unterring hat dasselbe Einselement wie der Oberring.
- Alle Algebren sind unitär, kommutativ und assoziativ.

### Skripte
- Andreas Gathmann: Commutative Algebra. 2014 (englisch, uni-kl.de [PDF]).
- Dieter Neßelmann: Ringe und Moduln. 2005 (uni-rostock.de [PDF]).
- Pawel Sosna: Commutative Algebra. 2015 (englisch, uni-hamburg.de [PDF]).

### Lehrwerke & Monografien
- Oscar Zariski, Pierre Samuel: Commutative Algebra Vol. I (= Graduate Texts in Mathematics. Band 28). Band 28. Springer Berlin Heidelberg, Berlin, Heidelberg 1975, ISBN 978-0-387-90089-6 (englisch, springer.com).
- Oscar Zariski, Pierre Samuel: Commutative Algebra Vol. II (= Graduate Texts in Mathematics. Band 29). Band 29. Springer Berlin Heidelberg, Berlin, Heidelberg 1960, ISBN 978-3-662-27753-9, doi:10.1007/978-3-662-29244-0 (englisch).
- Michael F. Atiyah, Ian G. MacDonald: Introduction to Commutative Algebra. Addison-Wesley, Reading MA 1969, ISBN 0-201-00361-9.
- Winfried Bruns, Jürgen Herzog: Cohen-Macaulay rings (= Cambridge studies in advanced mathematics. Band 39). Cambridge University Press, 1993 (englisch).
- David Eisenbud: Commutative Algebra (= Graduate Texts in Mathematics. Band 150). Springer New York, New York, NY 1995, ISBN 978-3-540-78122-6, doi:10.1007/978-1-4612-5350-1 (englisch).
- Jürgen Böhm: Kommutative Algebra und Algebraische Geometrie. Springer Berlin Heidelberg, Berlin, Heidelberg 2019, ISBN 978-3-662-59481-0, doi:10.1007/978-3-662-59482-7.